# 生态乌托邦之诞生
《生态乌托邦之诞生》（Ecotopia Emerging，EE）是欧内斯特·卡伦巴赫（Ernest Callenbach）的一部虛構的历史演义，關於一座從美国太平洋海岸的加利福尼亚州北部、俄勒冈州和华盛顿州分裂出去的环保主义生态乌托邦国家。1975年，卡伦巴赫就出版了相關主題的乌托邦小说，名为《生态乌托邦》；EE是出版于1981年的前传故事。EE的故事似乎发生在20世纪90年代，而小說封底上对故事发生的背景介绍是：“80年代将美国推向了经济和生态上的自取灭亡；军工複合體的菁英們掌握了权力。右倾导致了贫困、犯罪和社会紧张的急遽上升。政府对环境和劳动人民的保护皆遭破坏”。卡伦巴赫推测，亲商、反环保的里根时代的政策——在出版的时候就已经很明显了——将在里根的任期結束之后，继续存在于美国。
《生态乌托邦》广受欢迎，也非常具影响力。雖然EE提出了‘如何由此至彼’的问题，但問題受到的关注却少得多。《出版者周刊》评论EE为一部青年小說。

## 故事情节概要
EE主要是生态乌托邦的独立运动史。主人公是生存主义党（Survivalist Party）的领袖维拉·奥尔文（Vera Allwen），和青年物理学家卢·斯威夫特（Lou Swift），以及他们的家人与朋友。其他人物则交代得较简略，每个人都各自独立地决定同美国的现状决裂，并开始过生态乌托邦（相对原始的、可持续的）式的生活。
在加利福尼亚州博利纳斯，中学生卢·斯威夫特（Lou Swift）找到了一种用太阳能电池由海水廉价发电的方法。然而，她并不明白电池是如何运作的。她不愿在理解此技术以前发表其成果。由于她决心让电池的设计可被免费使用，而拒绝了公司和学校购买电池设计的提议。与此同时，间谍与窃贼尝试获得她的笔记。
维拉·奥尔文（Vera Allwen）是加利福尼亚州的一名州参议员。她因一家东方食物公司宣布将停止售卖新鲜农产品而恼怒，与其他政治家、艺术家和专家建立了一个新政党。它是权力分散的、环境主义的和民粹主义的。他们设计了纲领，并称之为生存主义党（Survivalist Party）。随着故事的继续推进，他们与志同道合者合作，传播他们的理念，而成为了一支地区性的政治力量。维拉的演说于再版时印在了正文中。他们的部分思想来源于叫做《生态乌托邦》的一部短篇小说，该党还出版了一份名为“生存主义迈向生态乌托邦”（The Survivalist Way to Ecotopia）报纸。该党为环境主义的政策组建了智库。当太平洋西北各州为减少汽车的使用，而批准对汽车征收特别税后，美国最高法院推翻了它；太平洋沿岸公众义愤填膺，转而支持生存主义党。
当魁北克政府主动提出要建立外交关系时，该党开始琢磨着独立了。一次核事故讓他們取得华盛顿州的州长之位，而加利福尼亚州北部拒绝继续为加利福尼亚州南部供水，导致该州一裂为二。一名热心的分离主义者声称已经在纽约市和华盛顿哥伦比亚特区放置了脏弹，并威胁一旦美国进攻该地区，將引爆炸彈。博利纳斯宣布独立。国民警卫队的当地部队已被生存主义党所渗透，此刻是同情分离主义者们的。美国忙于在巴西作战，无法派兵镇压博利纳斯及其支持者。湊巧幸运的是，在内华达州边界上集结、准备进攻的美国直升机凑巧突然被召回去处理沙特阿拉伯的国内危机，使分裂能繼續下去。
同时，在未来的生态乌托邦，每个人都在推進更加永續的經濟模式。一間集体企业创立了太阳能改造行业；一名年轻人用山羊来割草。伯克利设立了无车区域；其他城市纷纷效仿。郊区的一大片土地被改为果园。农村居民建造了轻型而廉价的马车和蒸馏器，来从农场废料中提炼酒精。最终，大部分民众成为无车一族，并准备着为可持续化经济作最后的努力。
卢（Lou）最后发现了使她的太阳能电池得以运作的关键的化学物质。她发表了她的论文，人们开始开发他们自己的电池。随着这一突破性进展，该地区不需再为进口化石燃料或核能而在能源上依赖美国的其余各州。能源独立，使生态乌托邦的未来之国在现实上成为可能。
故事发生在美国国内经济与政治衰落的背景之下：企业资本的集中化、被大幅削减的政府预算，以及唯唯诺诺的公關媒體支持下的海外军事冒险主义。由于不愿发展替代能源，汽车癖已经使美国基本上破产。“石油飢渴的美国倒向不可预见的经济大灾难。”最终，沙特阿拉伯的炼油厂遭到轰炸，而美军深陷中东战争泥潭。
生态乌托邦的故事主线到生存主义党把卢（Lou）的太阳能电池技术开放给公众使用，和该地区在制宪会议上决定遵照魁北克-加拿大模式正式脱离美国为止。
《生态乌托邦》的故事，則始於分离后的20年左右，已穩定下來的新国家。两本书都没有描述这之间的事件，例如脱离的政治困境、经济混乱，还有从该地区的人口迁出，以及同美国的直升机战争（参考《生态乌托邦》）。

## 《生态乌托邦之诞生》与《生态乌托邦》的比较
作为《生态乌托邦》的前传，EE使用了一些与《生态乌托邦》中相同的人物，主要是维拉·奥尔文（Vera Allwen）以及《生态乌托邦》叙述者后来的女友玛丽莎·达马托（Marissa D'Amato）。然而，两本书之间有重大的差异：
1. 构思设计不同。《生态乌托邦》是美国记者威廉·韦斯顿（William Weston）去生态乌托邦旅行的记叙，完全从他的视角讲述。EE则在对美国与生存主义党历史的直接叙述，同一些未来生态乌托邦人生活中关键事件的小说式的瞬间印象之间来回切换。
2. 《生态乌托邦》写于20世纪70年代中期，美国作者正尝试猜测在20世纪60年代大变革之后如何重建社会。[3]它关注业已实现的生态乌托邦社会，而非（剩下的）美国的问题。EE出版于1981年，格调更阴郁些。它在美国功能紊乱的政治与经济体系上，与在未来生态乌托邦人的行为上付诸了同样多的笔墨。它对美国未来的大多数‘预言’已被证明是有先见之明的，例如“自80年代起，商业心态获胜了。”（p. 42）
3. 《生态乌托邦》描述了一个稳定的社会。随着该书故事的进行，改变了的只有讲述者。EE是一部历史；它的人物、制度与社会随时间而变化。
4. 《生态乌托邦》被批评[4]只表现了加利福尼亚州北部的生活。EE的视野更广阔，三个州都包括进来了。

## 生存主义党的“十无律”（"No More!" list）
生存主义党的“十无律”（"No More!" list） ：
|    | 中文                                            | 原文                                                                       |
| -- | ----------------------------------------------- | -------------------------------------------------------------------------- |
| 1  | 无再有物种灭绝                                  | No extinction of other species.                                            |
| 2  | 无再有核武器或核电厂                            | No nuclear weapons or nuclear plants.                                      |
| 3  | 无再制造致癌或致突变物质                        | No manufacturing of carcinogenic or mutagenic substances.                  |
| 4  | 无再有食物掺假                                  | No adulterants in foods.                                                   |
| 5  | 无再有因性别、人种、年龄、宗教、种族的歧视      | No discrimination by reason of sex, race, age, religion, or ethnic origin. |
| 6  | 无再有私家车                                    | No private cars                                                            |
| 7  | 无再有广告商控制的电视                          | No advertiser-controlled or broadcast television.                          |
| 8  | 无再有有限责任公司                              | No limited-liability corporations.                                         |
| 9  | 无再有缺席的所有权或控制权—— 一位勞動者，一张票 | No absentee ownership or control – one employee, one vote.                 |
| 10 | 无再增长人口                                    | No growth in population.                                                   |

## 评论界的反应
EE受到的评论界的关注甚少。有一个评论家指出，独立的获得太容易了。“在《生态乌托邦之诞生》中，现有的北美资本主义的内在矛盾，在制造促使变化的动力中起的作用确实特别突出。可是，对于如此动力过程也一定能确保对如此变化有顽固抵抗（尽管有核威吓），所给予的说明却极少——在这个诞生中的生态乌托邦，大企业对理想主义者的投降似乎低声下气且相当彻底。”